# Tenorhoorn
Een tenorhoorn is een koperen blaasinstrument. Hij staat in de Verenigde Staten bekend als tenor horn, in Groot-Brittannië als bariton en in Duitsland als Tenorhorn. Hij heeft een conische boring en is voorzien van ventielen, meestal drie, hoewel er exemplaren zijn waar een vierde ventiel is bijgezet.
De tenorhoorn staat gestemd in bes en heeft een iets scherpere en hogere klank dan het bariton, die toch nog zacht is.